# Aleksander Buksa
Aleksander Buksa (Cracovia, 15 de enero de 2003) es un futbolista polaco. Juega de delantero y su equipo es el GKS Katowice de la Ekstraklasa.

## Selección nacional
Es internacional en categorías inferiores por Polonia.

## Estadísticas
Actualizado al último partido disputado el 17 de mayo de 2025.
| Club                          | Div.          | Temporada     | Liga  | Liga  | Copas nacionales | Copas nacionales | Copas internacionales | Copas internacionales | Total | Total |
| Club                          | Div.          | Temporada     | Part. | Goles | Part.            | Goles            | Part.                 | Goles                 | Part. | Goles |
| ----------------------------- | ------------- | ------------- | ----- | ----- | ---------------- | ---------------- | --------------------- | --------------------- | ----- | ----- |
| Wisła Cracovia · Polonia      | 1.ª           | 2018-19       | 4     | 0     | 0                | 0                | —                     | —                     | 4     | 0     |
| Wisła Cracovia · Polonia      | 1.ª           | 2019-20       | 21    | 4     | 0                | 0                | —                     | —                     | 21    | 4     |
| Wisła Cracovia · Polonia      | 1.ª           | 2020-21       | 13    | 0     | 1                | 0                | —                     | —                     | 14    | 0     |
| Wisła Cracovia · Polonia      | Total club    | Total club    | 38    | 4     | 1                | 0                | 0                     | 0                     | 39    | 4     |
| Genoa C. F. C. · Italia       | 1.ª           | 2021-22       | 4     | 0     | 0                | 0                | —                     | —                     | 4     | 0     |
| Genoa C. F. C. · Italia       | Total club    | Total club    | 4     | 0     | 0                | 0                | 0                     | 0                     | 4     | 0     |
| Oud-Heverlee Leuven · Bélgica | 1.ª           | 2022-23       | 0     | 0     | 0                | 0                | —                     | —                     | 0     | 0     |
| Oud-Heverlee Leuven · Bélgica | Total club    | Total club    | 0     | 0     | 0                | 0                | 0                     | 0                     | 0     | 0     |
| SL16 FC · Bélgica             | 2.ª           | 2022-23       | 14    | 4     | —                | —                | —                     | —                     | 14    | 4     |
| SL16 FC · Bélgica             | Total club    | Total club    | 14    | 4     | 0                | 0                | 0                     | 0                     | 14    | 4     |
| WSG Tirol · Austria           | 1.ª           | 2023-24       | 29    | 1     | 2                | 2                | —                     | —                     | 31    | 3     |
| WSG Tirol · Austria           | Total club    | Total club    | 29    | 1     | 2                | 2                | 0                     | 0                     | 31    | 3     |
| Górnik Zabrze · Polonia       | 1.ª           | 2024-25       | 23    | 1     | 1                | 0                | —                     | —                     | 24    | 1     |
| Górnik Zabrze · Polonia       | Total club    | Total club    | 23    | 1     | 1                | 0                | 0                     | 0                     | 24    | 1     |
| GKS Katowice · Polonia        | 1.ª           | 2025-26       | 0     | 0     | 0                | 0                | —                     | —                     | 0     | 0     |
| GKS Katowice · Polonia        | Total club    | Total club    | 0     | 0     | 0                | 0                | 0                     | 0                     | 0     | 0     |
| Total carrera                 | Total carrera | Total carrera | 108   | 10    | 4                | 2                | 0                     | 0                     | 112   | 12    |
| 1.                            |               |               |       |       |                  |                  |                       |                       |       |       |